# Spoorlijn Hoheweg - Wolfenbüttel
De spoorlijn Hoheweg - Wolfenbüttel was een Duitse spoorlijn in Nedersaksen en was als spoorlijn 1927 onder beheer van DB Netze.

## Geschiedenis
Het traject werd door de Braunschweigischen Landes-Eisenbahn-Gesellschaft geopend op 17 oktober 1886. Op 6 oktober 1941 werd de lijn gesloten en vervolgens opgebroken.

## Aansluitingen
In de volgende plaatsen was er een aansluiting op de volgende spoorlijnen:
Hoheweg
DB 1924, spoorlijn tussen Braunschweig West en Salzgitter-Barum
Wolfenbüttel
DB 1901, spoorlijn tussen Braunschweig en Bad Harzburg
DB 1921, spoorlijn tussen Groß Gleidingen en Wolfenbüttel
DB 1942, spoorlijn tussen Wolfenbüttel en Oschersleben